# Laimosemion rectocaudatus
Laimosemion rectocaudatus är en sötvattenlevande växtlekande fiskart bland de så kallade äggläggande tandkarparna som beskrevs av Fels och De Rham, 1981.

## Systematik
L. rectocaudatus fördes tidigare, tillsammans med en mängd arter till släktet Rivulus som dock visade sig vara parafyletiskt. Efter en genomgripande revidering av taxonomin, framför allt av den brasilianske iktyologen Wilson José Eduardo Moreira da Costa fördes dagens arter 2011 – utom L. paryagi som då ännu inte var beskriven – till släktet Laimosemion.